# Christian Unge
John Paul Christian Unge, född 13 april 1972 i Storkyrkoförsamlingen i Stockholm, är en svensk överläkare, podcastare, författare och forskare.
Unge är internmedicinare och jobbar numera på medicinkliniken vid Danderyds sjukhus. Tidigare i karriären har även jobbat vid Karolinska Universitetssjukhuset i Huddinge. Han är även upphovsmakare till den medicinska podcasten Ronden.
I egenskap av författare har han skrivit Har jag en dålig dag kanske någon dör, en självbiografi i medicinsk stil där han bland annat reflekterar kring den svenska sjukvårdens organisation, samt thrillerserien Afrikatrilogin.
Under hösten 2022 utkom han med boken En del av allt, som handlar om hans relation till sin far, på Mondial förlag.
Tidigare har han gjort ett flertal arbeten för Hans Rosling och arbetat för Läkare utan gränser på olika håll i Afrika.

### Afrikatrilogin
- Turkanarapporten, Lind & Co (2012) ISBN 978-91-637-0382-9
- Kongospår, Lind & Co (2014) ISBN 978-91-980543-2-3
- Saharasyndromet, Lind & Co (2016) ISBN 9789174615036

### Teklaserien
- Går genom vatten, går genom eld, Norstedts (2019) ISBN 9789113080543
- Ett litet korn av sanning, Norstedts (2020) ISBN 9789113102191
- Det första skottet, det sista steget, Norstedts (2022) ISBN 9789113102122
- Det gömda huset, Norstedts (2023) ISBN 9789113129600

### Ambulans 906 (e-bok/ljudbok)
- Ambulans 906. Till det yttersta, e-bok/ljudbok i nio delar, Tidens förlag (2019) ISBN 9789151502212

### Hanna Mansouri serien
- Klubben, Forum (2024) ISBN 9789137509020